# Ermis Aradippou
Ermis Aradippou (Grieks: Ερμής Αραδίππου) is een Cypriotische voetbalclub uit Aradippou, vlak bij Larnaca. De club werd opgericht in 1958 en speelt haar thuiswedstrijden in het Aradippou Stadion (capaciteit 4.500 bezoekers), waar ook stadsrivaal Omonia Aradippou speelt. 

## Geschiedenis

### Eén overwinning in twee seizoenen
De club promoveerde in 1983 voor het eerst naar de A Divizion. De club eindigde meteen laatste, maar promoveerde het seizoen daarop opnieuw naar de hoogste divisie. Ermis eindigde in het seizoen 1985/86 opnieuw laatste met slechts 6 punten uit 26 wedstrijden (zonder één enkele overwinning), maar bleef in de A Divizion doordat er dat seizoen niemand zakte. Het seizoen daarop eindigde het echter opnieuw laatste, ditmaal zelfs met slechts 6 punten uit 30 wedstrijden (slechts één overwinning).

### Drie seizoenen op rij in A Divizion
Pas in 2002 keerde Ermis terug naar de hoogste divisie. De terugkeer was echter van korte duur: Ermis eindigde wederom laatste met 1 punt uit 26 wedstrijden. In 2005 degradeerde de club zelfs naar de C Kategoria, waar het twee seizoenen bleef hangen. Op drie seizoenen tijd promoveerde Ermis van de derde naar de eerste divisie. In het seizoen 2009/10 eindigde Ermis voor het eerst in haar geschiedenis hoger dan de laatste plaats in de A Divizion: de club eindigde negende en leverde met de Braziliaan Joeano zelfs de (co-)topschutter van de competitie af. In het derde seizoen (2011/12) ging het opnieuw mis voor de club, maar na één seizoen stond de club terug in de A Divizion.

### Bekerfinale en Europees
In het seizoen 2013/14 leverde Ermis haar beste clubbprestatie ooit: het eindigde vierde in de competitie en bereikte de finale van de Beker van Cyprus, nadat het onderweg onder andere AEK Larnaca en Apollon Limasol uitschakelde. De club verloor in de finale echter met 0-2 van APOEL Nicosia. Doordat APOEL dat seizoen ook landskampioen werd, mocht Ermis evenwel deelnemen aan de Supercup. Deze keer trok Ermis wél aan het langste eind: de club versloeg APOEL met 2-1. Ermis plaatste zich na dat seizoen ook Europa League, waarin het meteen werd uitgeschakeld door het Zwitserse BSC Young Boys Bern. Als kers op de taart leverde Ermis dat seizoen opnieuw de (co-)topschutter van de competitie (Marco Tagbajumi) af.
Nadat het zes seizoenen op rij uitkwam in de hoogste divisie, degradeerde de club in 2019 opnieuw naar de B' Kategoria.

## Erelijst
- Cypriotische Supercup

2014
- Cypriotische tweede divisie

1983, 1985, 2009
- Cypriotische derde divisie

1976, 1997, 2007

## In Europa
#Q = #kwalificatieronde, #R = #ronde, T/U = Thuis/Uit, W = Wedstrijd, PUC = punten UEFA coëfficiënten .
Uitslagen vanuit gezichtspunt Ermis Aradippou
| Seizoen | Competitie    | Ronde | Land                 | Club           | Totaalscore | 1e W    | 2e W    | PUC |
| ------- | ------------- | ----- | -------------------- | -------------- | ----------- | ------- | ------- | --- |
| 2014/15 | Europa League | 3Q    | Vlag van Zwitserland | BSC Young Boys | 0-3         | 0-1 (U) | 0-2 (T) | 0.0 |

## Bekende (oud-)spelers
- Matthieu Bemba
- Kiran Bechan
- Pim Bouwman
- Arjan Beqaj
- Laurent Fassotte
- Emmanuel Frimpong
- Alhassane Keita
- Abdelkarim Kissi
- Cendrino Misidjan
- Azubuike Oliseh
- Urko Pardo
- Stefan Postma
- Nicolás Raimondi Schiaffarino
- Giorgos Tofas
- Arsenio Valpoort

AEK Larnaca · 
AEL Limasol ·  
Anorthosis Famagusta · 
APOEL Nicosia · 
Apollon Limasol · 
Aris Limasol · 
Enosis Neon Paralimni · 
Ethnikos Achna ·  
Karmiotissa FC ·
Nea Salamina Famagusta ·
Omonia Aradippou · 
Omonia Nicosia · 
PAC Omonia 29M · 
Paphos FC